# كيفن مكوي
كيفن مكوي (بالإنجليزية: Kevin McCoy)‏ هو قسيس أمريكي، ولد في 24 أبريل 1954.